# Asclepias viridis
Asclepias viridis ist eine Pflanzenart der Gattung Seidenpflanzen (Asclepias) aus der Unterfamilie der Seidenpflanzengewächse (Asclepiadoideae). Sie ist in den südlichzentralen und südöstlichen USA beheimatet.

## Merkmale

### Erscheinungsbild, Wurzel, Sprossachse und Blatt
Asclepias viridis ist eine ausdauernde krautige Pflanze, die jedes Jahr aus dem kräftigen, spindelförmigen „Wurzelstock“ neu austreibt und Wuchshöhen von 15 bis 60 cm erreicht. Eine große Pflanze bildet bis zu zehn kräftige, im Wesentlichen kahle Stängel, die selbständig aufrecht, aufsteigend oder niederliegend sind. Sie verzweigen sich direkt am Wurzelstock oder sind auch unverzweigt. Alle Pflanzenteile sondern einen weißen Milchsaft ab, wenn sie abgebrochen oder verletzt werden.
Die unregelmäßig wechselständig angeordneten Laubblätter sind in Blattstiel und Blattspreite gegliedert. Der Blattstiel ist mit einer Länge von 3 bis 10 mm relativ kurz. Die fest-häutigen Blattspreiten sind bei einer Länge von 4 bis 13 cm und einer Breite von 1 bis 6 cm eiförmig bis länglich-lanzettlich mit gespitzter bis gerundeter Spreitenbasis und gespitztem bis stumpfwinkligem äußeren Ende. Die Blattränder sind oft wellig.

### Blütenstand und Blüte
Die Blütezeit reicht von April bis August. Die Blütenstandsschäfte sind 3 bis 6 cm lang und spärlich, fein-flaumig behaart. Die doldenähnlichen Blütenstände stehen einzeln und endständig auf den Sprossachsen, oder häufiger entspringen mehrere Blütenstände seitlich an den obersten Nodien. Etwa zehn Blüten stehen eng in den Blütenständen zusammen, die einen Durchmesser 7,75 bis 12,75 cm aufweisen. Die schlanken, 1 bis 3 Zentimeter langen Blütenstiele sind spärlich sehr fein flaumig behaart.
Die zwittrige Blüte ist zygomorph, fünfzählig mit doppelter Blütenhülle. Die fünf im Wesentlichen kahlen Kelchblätter sind bei einer Länge von 4 bis 5 mm lanzettlich. Die vergleichsweise große, auffällige Blütenkrone ist radförmig und blass grün. Die Kronblattzipfel sind 1,3 bis 1,5 cm lang und gewöhnlich mit aufsteigenden Spitzen. Die Nebenkrone ist blass purpurrosafarben. Die 4 bis 6 Millimeter langen Zipfel der Nebenkrone sind kapuzenförmig; sie biegen vom Griffelkopf zunächst nach unten, dann etwa ab der Mitte der Länge wieder nach oben und die Spitzen sind gerundet-keulenförmig. Der Griffelkopf ist breit-kegelstumpfartig, etwa 2 mm lang (hoch) und 2 mm breit.

### Frucht und Same
Die Balgfrüchte stehen aufrecht auf gebogenen Stielen. Die fein flaumig behaarten bis kahlen Balgfrüchte sind bei einer Länge von 6 bis 13 cm sowie einem Durchmesser von 2 bis 3 cm breit-spindelförmig bis eiförmig und kurz geschnäbelt. Die Samen sind eiförmig und ungefähr 7 Millimeter lang. Der weiße bis gelbbraune Haarschopf ist bis 4 cm lang.

## Ökologie und Toxizität
Asclepias viridis ist wie (fast) alle Asclepias-Arten giftig. Weidetiere meiden die Pflanzen meist. Trotzdem sind Vergiftungen von Schafen dokumentiert.
Asclepias viridis gehört wie die meisten anderen nordamerikanischen Arten der Gattung Seidenpflanzen zur Nahrung der Raupen des Monarchfalters (Danaus plexippus). Die Raupen nehmen beim Fressen die in der Pflanzen enthaltenen Herzglykoside auf und speichern sie. Die Raupen werden dadurch für Vögel ungenießbar.

## Vorkommen
Asclepias viridis kommt in den US-amerikanischen Bundesstaaten Alabama, Arkansas, Florida, Georgia, Illinois, Indiana, Kansas, Kentucky, Louisiana, Mississippi, Missouri, Nebraska, Ohio, Oklahoma, South Carolina,  Tennessee, Texas und West Virginia vor.
Sie wächst in Lichtungen, Prärien, an trockenen Hängen und trockenem Kiefernödland. Die Pflanzen werden auf nahezu allen Bodentypen gefunden, ausgenommen davon sind nur tiefe sandige Böden und sehr nasse Böden. In Texas scheint sie feuchte lehmige Böden zu bevorzugen. Hier ist Asclepias viridis die häufigste Art der Gattung Asclepias.

## Taxonomie und Phylogenie
Die Erstveröffentlichung von Asclepias viridis erfolgte 1788 durch Thomas Walter.
Einige Populationen von Asclepias viridis haben eine große Variationsbreite in der Größe und Form der Laubblätter. Insgesamt gesehen ist diese Art aber recht konstant, Unterarten werden daher keine ausgeschieden.
Nach der phylogenetischen Analyse durch Fishbein et al. 2011, basierend auf nichtcodierenden Chloroplasten-DNA-Sequenzen ist Asclepias viridis die Schwesterart von Asclepias asperula.

## Belege